# Дігбі
Діґбі (англ. Digby) — містечко в Канаді, у провінції Нова Шотландія, центр однойменного графства. Поселення та графство названі на честь адмірала Британського флоту Роберта Діґбі, який відіграв ключову роль у переселенні Лоялістів Об'єднаної імперії, зокрема до цього містечка.

## Населення
За даними перепису 2016 року, містечко нараховувало 2060 осіб, показавши скорочення на 4,3%, порівняно з 2011-м роком. Середня густина населення становила 654,6 осіб/км².
З офіційних мов обидвома одночасно володіли 165 жителів, тільки англійською — 1 785. Усього 40 осіб вважали рідною мовою не одну з офіційних, з них 5 — українську.
Працездатне населення становило 48,8% усього населення, рівень безробіття — 19,6% (21,2% серед чоловіків та 17,9% серед жінок). 85,1% осіб були найманими працівниками, а 11,9% — самозайнятими.
Середній дохід на особу становив $30 700 (медіана $23 253), при цьому для чоловіків — $33 543, а для жінок $28 304 (медіани — $27 200 та $21 222 відповідно).
26,7% мешканців мали закінчену шкільну освіту, не мали закінченої шкільної освіти — 29,9%, 43,3% мали післяшкільну освіту, з яких 26,2% мали диплом бакалавра, або вищий, 25 осіб мали вчений ступінь.
| Статево-вікова структура населення | Статево-вікова структура населення | Статево-вікова структура населення | Статево-вікова структура населення | Статево-вікова структура населення |
| ---------------------------------- | ---------------------------------- | ---------------------------------- | ---------------------------------- | ---------------------------------- |
|                                    |                                    |                                    |                                    |                                    |
| Всього                             | Всього                             | 43,3%56,7%                         |                                    |                                    |
| 0 — 14 років                       | 0 — 14 років                       |                                    | 11,7%                              | 11,7%                              |
| 15 — 64 років                      | 15 — 64 років                      |                                    | 57,5%                              | 57,5%                              |
| 65 і більше                        | 65 і більше                        |                                    | 30,8%                              | 30,8%                              |
| 85 і більше                        | 85 і більше                        |                                    | 5,8%                               | 5,8%                               |
| Середній вік (років)               | Середній вік (років)               | 48,751,3                           | 50,2                               | 50,2                               |
| Медіана (років)                    | Медіана (років)                    | 53,755,3                           | 54,5                               | 54,5                               |
| — чоловіки — жінки                 |                                    |                                    |                                    |                                    |

| Походження мешканців:     | Походження мешканців:     | Походження мешканців: | Походження мешканців: | Походження мешканців: |
| ------------------------- | ------------------------- | --------------------- | --------------------- | --------------------- |
| Походження                |                           |                       | осіб                  | %                     |
| Корінні американці        | Корінні американці        |                       | 200                   | 10.28%                |
| Інше північноамериканське | Інше північноамериканське |                       | 990                   | 50.9%                 |
| Європейське               | Європейське               |                       | 1 315                 | 67.61%                |
| британське                | британське                |                       | 1 075                 | 55.27%                |
| французьке                | французьке                |                       | 355                   | 18.25%                |
| Латинськоамериканське     | Латинськоамериканське     |                       | 20                    | 1.03%                 |
| Африканське               | Африканське               |                       | 55                    | 2.83%                 |
| Азійське                  | Азійське                  |                       | 20                    | 1.03%                 |

| Зайнятість населення за галузями (за класифікацією NOC): | Зайнятість населення за галузями (за класифікацією NOC): | Зайнятість населення за галузями (за класифікацією NOC): | Зайнятість населення за галузями (за класифікацією NOC): | Зайнятість населення за галузями (за класифікацією NOC): |
| -------------------------------------------------------- | -------------------------------------------------------- | -------------------------------------------------------- | -------------------------------------------------------- | -------------------------------------------------------- |
|                                                          |                                                          |                                                          |                                                          |                                                          |
| Управління                                               | Управління                                               |                                                          | 9,2%                                                     | 9,2%                                                     |
| Бізнес, фінанси та адміністрування                       | Бізнес, фінанси та адміністрування                       |                                                          | 14,7%                                                    | 14,7%                                                    |
| Природничі та прикладні науки                            | Природничі та прикладні науки                            |                                                          | 1,8%                                                     | 1,8%                                                     |
| Охорона здоров'я                                         | Охорона здоров'я                                         |                                                          | 6,7%                                                     | 6,7%                                                     |
| Освіта, правозахист, муніципальні та урядові служби      | Освіта, правозахист, муніципальні та урядові служби      |                                                          | 8,6%                                                     | 8,6%                                                     |
| Мистецтво, культура, відпочинок та спорт                 | Мистецтво, культура, відпочинок та спорт                 |                                                          | 1,2%                                                     | 1,2%                                                     |
| Роздрібна торгівля та послуги                            | Роздрібна торгівля та послуги                            |                                                          | 29,4%                                                    | 29,4%                                                    |
| Гуртова торгівля, транспорт та обладнання                | Гуртова торгівля, транспорт та обладнання                |                                                          | 15,3%                                                    | 15,3%                                                    |
| Природні ресурси, сільське господарство                  | Природні ресурси, сільське господарство                  |                                                          | 5,5%                                                     | 5,5%                                                     |
| Виробництво                                              | Виробництво                                              |                                                          | 6,7%                                                     | 6,7%                                                     |

## Клімат
Середня річна температура становить 6,8°C, середня максимальна – 22°C, а середня мінімальна – -10,4°C. Середня річна кількість опадів – 1 301 мм.
| Клімат поселення                              | Клімат поселення | Клімат поселення | Клімат поселення | Клімат поселення | Клімат поселення | Клімат поселення | Клімат поселення | Клімат поселення | Клімат поселення | Клімат поселення | Клімат поселення | Клімат поселення | Клімат поселення |
| Показник                                      | Січ.             | Лют.             | Бер.             | Квіт.            | Трав.            | Черв.            | Лип.             | Серп.            | Вер.             | Жовт.            | Лист.            | Груд.            |                  |
| Середній максимум, °C                         | 0,57             | 0,80             | 4,90             | 10,48            | 16,02            | 20,42            | 21,99            | 21,67            | 17,69            | 12,53            | 7,95             | 1,91             |                  |
| Середня температура, °C                       | −4,93            | −4,7             | −0,6             | 4,99             | 10,52            | 14,92            | 18,20            | 17,87            | 13,88            | 8,72             | 4,16             | −1,9             |                  |
| Середній мінімум, °C                          | −10,43           | −10,2            | −6,1             | −0,51            | 5,02             | 9,43             | 14,40            | 14,08            | 10,09            | 4,93             | 0,36             | −5,7             |                  |
| Норма опадів, мм                              | 136              | 103              | 116              | 102              | 102              | 89               | 84               | 78               | 110              | 110              | 133              | 138              |                  |
| Середньомісячна швидкість вітру, м/с          | 4.35             | 4.33             | 4.37             | 4.23             | 3.85             | 3.60             | 3.20             | 3.14             | 3.50             | 3.99             | 4.25             | 4.43             |                  |
| Середньомісячна сонячна радіація, кДж/м²·день | 4968             | 8127             | 12064            | 15389            | 18354            | 20599            | 20341            | 18050            | 13743            | 8898             | 5218             | 3952             |                  |
| --------------------------------------------- | ---------------- | ---------------- | ---------------- | ---------------- | ---------------- | ---------------- | ---------------- | ---------------- | ---------------- | ---------------- | ---------------- | ---------------- | ---------------- |
| Джерело:                                      |                  |                  |                  |                  |                  |                  |                  |                  |                  |                  |                  |                  |                  |